# GAZ Čajka
Čajka (gabbiano in russo) era un sottomarchio della GAZ, attivo dal 1958 al 1989, che produsse due modelli di limousine, pensati per sostituire la GAZ-12 ZIM. Tuttavia queste limousine non erano destinate ai cittadini, ma solo ai membri del governo. In totale, infatti, vennero assemblati solo poco più di 4 000 veicoli Čajka.

## Prima generazione (1959-1981)
La prima versione, la GAZ-13 Čajka, venne prodotta dal 1959 al 1981. Stilisticamente somiglia molto alle Packard prodotte tra il 1955 e il 1956. Offerta principalmente come limousine, ne vennero realizzati negli anni 60 alcuni esemplari con carrozzeria cabriolet o familiare.

## Seconda generazione (1977-1989)
La seconda versione la GAZ-14 Čajka, venne prodotta dal 1977 al 1989, quindi, per i primi anni di produzione, affiancò la GAZ-13 più che sostituirla. La produzione venne interrotta a seguito della soppressione del sottomarchio Čajka.